# Киш лорен
Киш лоре́н (фр. Quiche Lorraine, «Лотарингский киш») — открытый пикантный французский пирог-киш с начинкой из сливок, яиц и бекона или ветчины. Он был малоизвестен за пределами французского региона Лотарингия до середины XX века. По мере того, как его популярность росла на национальном и международном уровнях, добавление сыра стало обычным делом, хотя такой вариант критиковали как неаутентичный. Пирог можно подавать горячим, тёплым или холодным.

## История
Согласно Larousse Gastronomique, киши возникли в восточном французском регионе Лотарингия. Название может происходить от немецкого Kuchen. Существует много разновидностей киша, и Larousse замечает, что в каждом регионе Эльзаса и Лотарингии есть свой собственный, и утверждает, что это единственная аутентичная версия блюда. Первоначально киш лорен выпекался в форме из хлебного теста, похожей на ту, что сейчас используется для писсаладьеров и пиццы, но в современных версиях обычно используется песочное или слоёное тесто. Блюдо датируется XVI веком, но вплоть до начала XX века оно было мало известно за пределами своего региона происхождения и его редко можно было увидеть в Париже, как и в зарубежных странах.

## Ингредиенты
Классические ингредиенты для начинки — яйца, густые сливки и ветчина или бекон (полосками или кубиками), приготовленные в пикантном заварном креме. Элизабет Дэвид в своей книге «Французская провинциальная кулинария» (1960) и Симона Бек, Луизетт Бертолль и Джулия Чайлд в своей книге «Уроки французской кулинарии» (1961) исключили сыр из своих рецептов для киша лорен, и Дэвид в частности презирала поваров и хозяек, которые его добавляли. Она считала, что они делали это по соображениям стоимости и удобства, а не вкуса: классический киш лорен, с начинкой только из сливок, яиц и бекона, «довольно сложно приготовить правильно».
Дэвид возложила ответственность за неаутентичное добавление сыра на парижских поваров. В 1870 году Жюль Гуффе представил версию, в которую он добавил пармезан, а в 1903 году Огюст Эскофье рекомендовал выстилать форму для теста беконом и полосками сыра грюйер перед добавлением смеси сливок и яиц. Были предприняты попытки восстановить простоту оригинального блюда: в 1901 году Le Figaro напечатала рецепт, в котором не было не только сыра, но и бекона, а в 1904 году Андре Терье и его соотечественник, уроженец Лотарингии, Эдмон Ришарден, опубликовали другой рецепт, в котором не было ни бекона, ни сыра, но в 1932 году Марсель Булестен, весьма влиятельный ресторатор и писатель, указал на добавление тёртого грюйера, и к 1950-м годам использование сыра стало обычным явлением, поскольку популярность лотарингского пирога росла. Дэвид сослалась на лондонскую кулинарную школу, где студентов учили использовать сгущённое молоко и плавленый чеддер для начинок. Стандартный рецепт блюда от Ла Мэр Бразье исключал сыр, но она считала допустимыми вариации, «заменяя сало и ветчину слоем нарезанного рокфора … или тонкими ломтиками гусиной или утиной печени и свежим трюфелем».